# NGC 1978
NGC 1978 är en klotformig stjärnhop i Stora magellanska molnet i stjärnbilden Svärdfisken. Den upptäcktes den 6 november 1826 av James Dunlop.